# Tampa Bay Buccaneers
Tampa Bay Buccaneers är en professionell klubb i amerikansk fotboll i Tampa, Florida i USA, som spelar i National Football League (NFL).

## Historia

### 1976–1978: En katastrofal början
Buccaneers gick med i NFL som medlemmar i AFC West år 1976. Året därpå flyttades de till NFC Central, medan det andra 1976-expansionsteamet, Seattle Seahawks, bytte konferens med Tampa Bay och gick med i AFC West. Denna omplacering dikterades av ligan som en del av 1976 års expansionsplan, så att båda lagen kunde spela varandra två gånger och varannan NFL-franchise en gång under sina första två säsonger. I stället för ett traditionellt schema för att spela varje divisionsmotståndare två gånger spelade Buccaneers varje konferenslag en gång, plus Seahawks.
Tampa Bay vann inte en enda match förrän den 13:e veckan i sin andra säsong, med början med ett rekord på 0–26 (även om Bucs hade slagit Atlanta Falcons, 17–3, i en försäsongsmatch innan deras första ordinarie säsong 1976). Fram till Detroit Lions 2008 var Buccaneers 1976 det enda laget i NFL-eran som inte vann en enda match under hela säsongen. Deras första seger kom i december 1977, under en bortamatch mot New Orleans Saints. Saints huvudtränare, Hank Stram, avskedades direkt efter att de förlorade mot Buccaneers. Tampa Bay behövde ytterligare en vecka för att få sin andra seger, en hemmaseger över St. Louis Cardinals i säsongen 1977 sista match. Cardinals sparkade även de sin tränare, Don Coryell, strax efteråt. Buccaneers fortsatte att förbättras sakta men säkert år 1978, även om skador på flera viktiga spelare hindrade laget från att uppnå det vinnande rekord som utlovats av huvudtränaren McKay.

### 1979–1982: Första slutspelsplatsen och Dough Williams-eran
Bucs-situationen förbättrades snabbt under säsongen 1979. Med en mogen quarterback vid namn Doug Williams och framtida fyra gånger Pro Bowl tight end Jimmie Giles och ett krävande, ligaledande försvar ledes av framtida NFL Hall of Famer Lee Roy Selmon, startade Bucs säsongen med fem segrar i rad, en prestation som gjorde att de kom på omslaget till Sports Illustrated. 
Med fyra matcher kvar av säsongen behövde Bucs bara vinna en av dem för att ta sig till slutspelet. I den första matchen föll man mot Minnesota Vikings med resultatet 23–22. Veckan efter fick man stryk ytterligare en gång, denna gång mot Chicago Bears 14-0 och helt plötsligt var inte slutspelsplatsen och divisionstiteln så säker. Man förlorade även borta i San Francisco mot 49ers, nu skulle allt hänga på en enda match. Bucs tog emot Kansas City Chiefs i säsongens sista match. Regnet vällde ner på Tampa Stadium när lagets lyckades vinna matchen med 3-0 och slog därmed klubbrekord med 10-6.

## Hemmaarena
Raymond James Stadium  med en kapacitet av 65 000 åskådare invigd 1998.

## Divisionstitlar
Buccaneers har vunnit Divisionen 6 gånger.
- NFC Central: 1979, 1981, 1999.
- NFC South: 2002, 2005 och 2007

## Tävlingsdräkt
- Hemma: Röd tröja med vit text, tenngrå byxor med svart/röda revärer
- Borta: Vit tröja med röd text, tenngrå byxor med svart/röda revärer
- Hjälm: Tenngrå med röd sliten flagga fäst vid en sabel och med en dödskalle över korsade sablar på sidorna

## Nuvarande stjärnspelare
Quarterback Tom Brady, Linebacker Lavonte David, Wide receiver Mike Evans och Tight end Rob Gronkowski.

## Konferensmästerskap
Tampa Bay Buccaneers har vunnit NFC två gånger.
2  – (2002, 2020)

## Super Bowl-deltagande
- Nummer XXXVII 2003 med vinst mot Oakland Raiders
- Nummer LV 2021 med vinst mot  Kansas City Chiefs